# Зниклі вулиці Києва
Список вулиць, провулків і площ м. Києва, що зникли, починаючи з 1960-х років у зв'язку зі знесенням старої забудови, переплануванням місцевості або виключенням назви з ужитку.

## *
Вулиці, провулки та площі Києва, зниклі з давніх часів до початку 1960-х років.
- Житньоторзька вулиця (Поділ)
- Запорізька площа (Труханів острів)
- Засарайна вулиця (Печерськ)
- Звенигородська вулиця (Труханів острів)
- Землянський Вал (Звіринець)
- Київська вулиця (Труханів острів)
- Київська вулиця (Передмостова слобідка)
- Кільцева вулиця (Звіринець)
- Кінцевий провулок (Звіринець)
- Кожевенна вулиця (Куренівка)
- Конотопська вулиця (Труханів острів)
- Конторська вулиця (Труханів острів)
- Котурська вулиця (Пуща-Водиця)
- Краєвидна вулиця (Звіринець)
- Кривий провулок (Передмостова слобідка)
- Ленінградська вулиця (Передмостова слобідка)
- Лермонтовська вулиця (Передмостова слобідка)
- Лубенська вулиця (Труханів острів)
- Маріїнська вулиця (Передмостова слобідка)
- Матвіївські вулиця і провулок (Труханів острів)
- Миколаївська вулиця (Передмостова слобідка)
- Михайлівська вулиця (Передмостова слобідка)
- Мільйонна вулиця (Передмостова слобідка)
- Московська вулиця (Передмостова слобідка)
- Муромцевська вулиця (Караваєві дачі)
- Музичний провулок (Старий Київ)
- Набережна вулиця (Труханів острів)
- Наливна вулиця (Звіринець)
- Некрасовська вулиця (Передмостова слобідка)
- Окружна вулиця (Звіринець)
- Олексіївські вулиця і провулок (Передмостова слобідка)
- Остерська вулиця (Труханів острів)
- Остров'янська вулиця (Звіринець)
- Переяславська вулиця (Труханів острів)
- Південна вулиця (Передмостова слобідка)
- Північна вулиця (Передмостова слобідка)
- Полтавська вулиця (Труханів острів)
- Прип'ятська вулиця (Труханів острів)
- Пушкінська вулиця (Передмостова слобідка)
- Радомишльські вулиця і провулок (Лук'янівка)
- Рибальська вулиця (Передмостова слобідка)
- Рибальська вулиця (Поділ) (існувала до пожежі 1811 року)
- Родіонівська вулиця (Передмостова слобідка)
- Русанівський Вал (Передмостова слобідка)
- Садовоботанічна вулиця і Садовоботанічний провулок (Звіринець)
- Садова вулиця (Передмостова слобідка)
- Святополк-Михайлівський провулок (Старий Київ)
- Серебрянська вулиця (Куренівка)
- Софіївська вулиця (Передмостова слобідка)
- Старо-Дніпровська вулиця (Передмостова слобідка)
- Таможенна вулиця (Солдатська слобідка)
- Темний провулок (Передмостова слобідка)
- Троїцька вулиця (Передмостова слобідка)
- Труханівська вулиця (Труханів острів)
- Тургенєвська вулиця (Передмостова слобідка)
- Тюремна вулиця (Лук'янівка)
- Українська вулиця (Передмостова слобідка)
- Уманський провулок (Труханів острів)
- Успенська вулиця (Передмостова слобідка)
- Харківська вулиця (Труханів острів)
- Хрещатинський (Дмитрівський) узвіз (Дніпрові схили)
- Хуторська вулиця (Передмостова слобідка)
- Чернігівська вулиця (Труханів острів)
- Чигиринська вулиця (Труханів острів)
- Чорторийська вулиця і провулок (Труханів острів)
- Щорса вулиця (Печерськ)
- Ямський провулок (Нова Забудова)
- Ярославська вулиця (Передмостова слобідка)
- Ясногородська вулиця (Лук'янівка)